# Valmyndigheten
Valmyndigheten är en svensk statlig förvaltningsmyndighet med ansvar för genomförandet av Europaparlamentsval, riksdagsval, regionval, kommunalval och folkomröstningar samt medborgarinitiativ inom EU. Valmyndigheten arrangerar även sametingsvalet tillsammans med Sametingets valnämnd och Länsstyrelsen i Norrbottens län. Myndigheten sorterar under Kulturdepartementet. 
Valmyndigheten inrättades den 1 juli 2001 och ersatte Riksskatteverket som högsta ansvariga myndighet för val. Myndigheten leds av en av nämnd bestående av ordförande, vice ordförande, tre övriga ledamöter och tre ersättare utsedd av regeringen. Valmyndighetens kansli har för närvarande 17 anställda och leds av en kanslichef som ansvarar för den löpande verksamheten. Valmyndighetens beslut kan överklagas till Valprövningsnämnden upp till tio dagar efter valet ägt rum.
Sedan 1 april 2016 är Skatteverket värdmyndighet för Valmyndigheten. Det innebär att den personal som tidigare arbetade vid Valmyndigheten istället anställts av Skatteverket. Skatteverket upplåter lokaler, samt sköter administrativa- och handläggande uppgifter åt Valmyndigheten. Valmyndigheten kvarstår som nämndmyndighet, men utan eget arbetsgivaransvar.